# Oleksandr Matwijtschuk (Marathonläufer)
Oleksandr Matwijtschuk (ukrainisch Олександр Матвійчук; engl. Transkription Oleksandr Matviychuk; * 8. März 1984) ist ein ukrainischer Marathonläufer.
2009 wurde er Dritter beim Bila-Zerkwa-Marathon. 2010 und 2011 gewann er den Moskau-Marathon
, 2012 den Pjöngjang-Marathon mit seiner persönlichen Bestzeit von 2:12:54 h.